# Raf Verhamme
Raf Verhamme (12 oktober 1989) is een Belgisch voetballer. Hij debuteerde tijdens het seizoen 2008-2009 in de A-kern van OH Leuven als verdediger. Sinds 2012 komt hij uit voor KVK Tienen.
Verhamme werd opgeleid bij de Leuvense fusieclub en mocht in 2009 zijn debuut maken in de eerste ploeg. In het seizoen 2009-2010 kreeg hij steeds meer speelminuten toegedeeld en wist hij ook zijn eerste doelpunt te maken tegen KSK Beveren.